# W ramionach Boga
W ramionach Boga (port. Cidade dos Homens) – brazylijski film kryminalny z 2007 roku w reżyserii Paulo Morelliego. Wyprodukowany został przez wytwórnie Buena Vista International i 20th Century Fox. Zdjęcia kręcono w São Paulo.
Premiera filmu miała miejsce 31 sierpnia 2007 roku w Brazylii.

## Opis fabuły
Przyjaciele Ocerola (Douglas Silva) i Laranjinha (Darlan Cunha) wychowywali się w slamsach Rio de Janeiro. Laranjinha postanawia odnaleźć swojego ojca. Dowiaduje się, że został on skazany za morderstwo. Nastolatek poznaje historię zbrodni, która ma wpływ na jego relacje z Ocerolem.

## Obsada
Źródło: Filmweb
- Douglas Silva jako Acerola
- Darlan Cunha jako Laranjinha
- Rodrigo Dos Santos jako Heraldo
- Camila Monteiro jako Cris
- Naima Silva jako Camila
- Luciano Vidigal jako Fiel
- Pedro Henrique jako Caju
- Babu Santana jako diler z Morro do Careca
- Vítor Oliveira jako Clayton
- Maurício Gonçalves jako ojciec Crisa
- Eduardo "BR" Piranha jako Nefasto
- Jonathan Haagensen jako Madrugadão

i inni.